# Президентские выборы в Сальвадоре (1984)
 Президентские выборы 1984 года в Сальвадоре — прямые президентские выборы, состоявшиеся в Сальвадоре в два тура, 25 марта и 6 мая 1984 года, в условиях гражданской войны. Ознаменовали завершение перехода от временного режима к конституционному правлению. Результатом выборов стало избрание президентом республики христианского демократа Хосе Наполеона Дуарте, взявшего курс на достижение национального примирения. При этом выборы не положили конец гражданской войне и их результаты не были признаны как левым Фронтом национального освобождения им. Фарабундо Марти (ФНОФМ), так и относительно лояльными к власти ультраправыми силами.

## История
Начавшаяся после переворота 1979 года гражданская война за период с 1980 по 1984 год унесла жизни более чем 50 000 человек, ещё около 500 000 сальвадорцев бежали из страны. За урегулирование военно-политического кризиса взялись Соединённые Штаты Америки, помощь которых правительству Сальвадора за это время составила почти 2 миллиарда долларов. Они отвергли путь переговоров с партизанами ФНОФМ и настоятельно рекомендовали властям начать процесс возврата к конституционному правлению. 20 декабря 1983 года вступила в силу новая Конституция, а принявшее её Учредительное собрание было преобразовано в Законодательное собрание. На март 1984 года были назначены президентские выборы.
Основными кандидатами на мартовских выборах стали бывший президент страны (1980—1982) христианский демократ Хосе Наполеон Дуарте и председатель Учредительного собрания майор в отставке Роберто д’Обюссон, представлявший ультраправую партию АРЕНА. Активно поддерживаемый Соединёнными Штатами Дуарте, которому исполнилось 58 лет, выступал за ограниченный диалог с партизанами на условии признания его власти, обещал добиться соблюдения прав человека и сформировать президентскую комиссию для расследования деятельности «эскадронов смерти».
Бывший офицер разведки Роберто д’Обюссон, которому в августе должно было исполниться 40 лет, был причастен к террору, осуществлявшемуся этими «эскадронами». Он выступал за бескомпромиссную борьбу с левыми силами, ликвидацию повстанческого движения военными средствами и называл Дуарте «тайным коммунистом» (criptocomunista). Остальные шесть кандидатов, которым удалось зарегистрироваться в Центральном избирательном совете, не рассматривались как реальные претенденты — мало кто сомневался в победе Хосе Наполеона Дуарте. Даже Организация сальвадорских предпринимателей, резко его критиковавшая, заявила, что будет сотрудничать с любым победившим на выборах кандидатом в деле экономического возрождения страны.
Первый тур выборов, прошедший в воскресенье 25 марта 1984 года не принёс победы никому, но вывел двух основных соперников во второй тур. Среди прочих кандидатов выделился представитель правящей до 1979 года Партии национального примирения Хосе Франсиско Герреро, за которого проголосовали 19 % избирателей.
Перед вторым туром 6 мая 1984 года соотношение сил выглядело прежним. По данным опросов посольства США Хосе Наполеон Дуарте должен был получить 62 % голосов, прогнозы Центральноамериканского университета поднимали эту планку до 64 %, однако многие сальвадорцы не давали прямого ответа о своих предпочтениях. Исследователи из Центральноамериканского университета считали, что на выборы придут 93,8 %, но среди опрошенных только 22, 9 % верили в их честность, а 35 % её только допускали. Опросы показывали, что 22 % опрошенных считали, что будущей президент не сможет положить конец войне, лишь 12 % в это верили, а 30 % думали, что это будет зависеть от обстоятельств. Испанская «El País» писала в день голосования 6 мая: «Сальвадорский народ участвует в этом избирательном процессе не испытывая особых надежд» (исп.  El pueblo salvadoreño participa en este proceso electoral con escasas esperanzas).
Фронт национального освобождения имени Фарабундо Марти отказался участвовать в выборах, которые он считал фарсом. Левые и коммунистические силы за пределами Сальвадора, Советский Союз и социалистические страны, также очень критически относились к этому избирательному процессу. Считалось, что эти  «организованные по американскому сценарию» выборы проводятся только для «придания „респектабельности“ репрессивному режиму».
Гражданская война продолжалась и в день голосования: в Сан-Сальвадоре пять бойцов ФНОФМ были застигнуты армейским патрулём во время ограбления магазина. Они захватили в заложники 73 покупателя столичного супермаркета и удерживали их 9 часов. После переговоров партизаны получили гарантии безопасности и на автомобиле Красного креста были доставлены в посольство Мексики, где получили политическое убежище.

## Результаты

### Общие данные

#### Первый тур
|                            | Голоса    | %     |
| -------------------------- | --------- | ----- |
| Зарегистрировано           | ?         | 100 % |
| Всего проголосовало        | 1 419 503 | [ 5 ] |
| Признаны действительными   | 1 266 286 |       |
| Недействительные бюллетени | 153 217   |       |
| Воздержались               | ?         | ?     |

#### Второй тур
|                            | Голоса    | %     |
| -------------------------- | --------- | ----- |
| Зарегистрировано           | ?         | 100 % |
| Всего проголосовало        | 1 524 079 | [ 5 ] |
| Признаны действительными   | 1 404 366 |       |
| Недействительные бюллетени | 119 713   |       |
| Воздержались               | ?         | ?     |

### Итоги голосования

#### Первый тур
| \| \| \| | 43,41 % |
|          |         |

|  |  |

| \| \| \| | 29,77 % |
|          |         |

|  |  |

| \| \| \| | 19,31 % |
|          |         |

|  |  |

| \| \| \| | 3,47 % |
|          |        |

|  |  |

| \| \| \| | 2,92 % |
|          |        |

|  |  |

| \| \| \| | 1,22 % |
|          |        |

|  |  |

| \| \| \| | 0,52 % |
|          |        |

|  |  |

| \| \| \| | 0,37 % |
|          |        |

|  |  |

#### Второй тур
| \| \| \| | 53,59 % |
|          |         |

|  |  |

| \| \| \| | 46,41 % |
|          |         |

|  |  |

## Значение
Окончательные результаты выборов были опубликованы только через четыре дня после голосования. Ночью на пятницу 11 мая 1984 года Центральный избирательный совет Сальвадора подтвердил победу Хосе Наполеона Дуарте, набравшего на 120 884 голоса больше д’Обюссона. Это вызвало протесты со стороны правых: кандидат в вице-президенты от АРЕНА Уго Баррера заявил, что его партия не примет результатов выборов. Он утверждал, что «выборы лишены всякого правдоподобия и их результаты — фарс» (исп.  Las elecciones no tienen ninguna credibilidad y los resultados son una farsa). «Это победа не Дуарте, а ЦРУ» — говорил Баррера. На следующий день, 12 мая, словно в подтверждение этих слов, The New York Times опубликовала данные о том, что Центральное разведывательное управление США потратило миллион долларов на предвыборную кампанию Дуарте и ещё полмиллиона долларов на Партию национального примирения, которая отняла голоса у д’Обюссона. Производственный альянс Сальвадора заявил, что из-за иностранного вмешательства подлинные результаты голосования никогда не станут известны. Председатель Центрального избирательного совета Родригес отверг все обвинения, настаивал на том, что выборы не были сфальсифицированы и рекомендовал партии АРЕНА воспользоваться возможностью в течение 72 часов оспорить их результаты. Он подтвердил, что христианские демократы победили только в 4 из 14 департаментов и Дуарте вывели на первое место в основном голоса жителей столицы. В тот же день сам Хосе Наполеон Дуарте публично отказался от своего предвыборного обещания сформировать президентскую комиссию для расследования ультраправого террора. Он заявил, что армия создала свою специальную комиссию для расследования фактов нарушения прав человека военными и отметил: «Не я, а они сами осуществят изменения внутри вооружённых сил» (исп.  No soy yo, sino ellos mismos, los que llevarán a cabo los cambios dentro las fuerzas armadas). При этом посол США Томас Пикеринг гарантировал, что будет пресечена любая попытка военных сорвать вступление Дуарте в должность 1 июня 1984 года.
Левые силы Сальвадора также не признали итогов выборов, а в СССР писали, что «„победу“ на них одержал ставленник Вашингтона Хосе Наполеон Дуарте».
Вскоре после выборов, 17 мая 1984 года, Законодательное собрание Сальвадора по инициативе депутатов Гильермо Антонио Гевары Лакайо, Альфонсо Аристидеса Альваренги, Луиса Роберто Идальго Селайи, Рикардо Эдмундо Бургоса, Хесуса Долореса Ортиса, Карлоса Альберто Мадрида Суньиги, Мануэля Мартира Ногеры и Хосе Орландо Кастро Кампоса, декретом № 96 объявило день инаугурации Дуарте 1 июня Национальным выходным днём. В декрете отмечалось, что 6 мая «сальвадорский народ продемонстрировал свою веру в демократию» (исп.  el pueblo salvadoreño dio una nueva demostración de su fe en la democracia).